# F & M
F & M è il secondo album in studio del supergruppo tedesco/svedese Lindemann, pubblicato il 22 novembre 2019 dalla Universal Music Group.

## Tracce
Testi di Till Lindemann, musiche di Peter Tägtgren, eccetto dove indicato.
1. Steh auf – 3:04
2. Ich weiß es nicht – 4:49
3. Allesfresser – 3:29
4. Blut – 4:02
5. Knebel – 3:50 (musica: Till Lindemann, Peter Tägtgren)
6. Frau & Mann – 3:33
7. Ach so gern – 3:22
8. Schlaf ein – 5:09
9. Gummi – 3:56
10. Platz Eins – 3:55
11. Wer weiß das schon – 3:57 (musica: Clemens Wijers)

Tracce bonus nell'edizione speciale
1. Mathematik (Original Version) – 3:34 (musica: Sebastian Tägtgren)
2. Ach so gern (Pain Version) – 3:49

## Formazione
Gruppo
- Till Lindemann – voce, arrangiamento
- Peter Tägtgren – strumentazione (eccetto traccia 7), arrangiamento

Altri musicisti
- Clemens Wijers – arrangiamenti orchestrali aggiuntivi
- Jonas Kjellgren – strumentazione (traccia 7)

Produzione
- Peter Tägtgren – produzione, ingegneria del suono, registrazione, missaggio
- Jonas Kjellgren – registrazione della batteria
- Svante Forsbäck – mastering

## Classifiche
| Classifica (2019)          | Posizione massima |
| -------------------------- | ----------------- |
| Austria                    | 1                 |
| Belgio (Fiandre)           | 9                 |
| Belgio (Vallonia)          | 25                |
| Finlandia                  | 5                 |
| Germania                   | 1                 |
| Italia                     | 70                |
| Paesi Bassi                | 18                |
| Regno Unito                | 85                |
| Regno Unito (rock & metal) | 1                 |
| Svezia                     | 23                |
| Svizzera                   | 3                 |